# Голопёрово (Переславский район)
Голопёрово — село в Переславском районе Ярославской области на безымянной речке.

## История
В начале XVII столетия Голопёрово принадлежало разным помещикам. По писцовым книгам 1628 года жеребий села Голопёрова записан за жильцом Корнилом Семёновым Беклемишевым, другой жеребий за стряпчим сытного дворца Митрофаном Ивановым Коробовым, третий жеребий за князем Фёдором Романовым Шаховским (этот жеребий в 1619 году был уступлен Шаховскому вдовой Айгустовой).
В это время в Голопёрове была уже церковь во имя Трёх Святителей Василия Великого, Григория Богослова и Иоанна Златоуста. В 1705 году она перестроена. В 1807 году вместо доселе бывшей деревянной церкви старанием прихожан устроен каменный храм с такою же колокольнею. Престолов в этом храме три: в холодном во имя Трёх Святителей — Василия Великого, Григория Богослова, Иоанна Златоустого, в трапезе тёплой в честь Покрова Пресвятой Богородицы и святых бессребреников Козьмы и Дамиана.
В приходе села находились: сельцо Кошелево и Романки; деревня Ивкина, Кузьминка и Мартынка. Вблизи Мартынки находился стеклянный завод А. М. Назарова и лесопильный завод Первушина Сыновей.
С 1893 года в селе начальная земская школа. В приходе была народная школа на Павловском стеклянном заводе.
Голопёрово — родина государственного деятеля, статс-секретаря императора Александра II и Государственного контролёра в 1863—1871 годах Валериана Алексеевича Татаринова, автора новых кассовых правил (1862 года). Татаринов был одним из главных проводников александровских реформ в области российских финансов и контроля.

## Население
| 1859 | 1905 | 1926 | 2007 | 2010 |
| ---- | ---- | ---- | ---- | ---- |
| 329  | ↗359 | ↗468 | ↘22  | ↘15  |